# Bemelen
Bemelen (Limburgs: Bieëmele) is een dorp in de Nederlandse gemeente Eijsden-Margraten. Het dorp is gelegen aan de rand van de Maasvallei oostelijk van Maastricht in het zuiden van de provincie Limburg. In het dorp wonen ongeveer 565 mensen.

## Geschiedenis
Bemelen ontstond op de helling van het Maasdal naar het Plateau van Margraten, op de plaats waar een Romeinse weg de Bemelerberg op gaat. In 1018 werd Bemelen voor het eerst schriftelijk vermeld en tot 1794 was het een heerlijkheid die viel onder het Onze-Lieve-Vrouwekapittel van Maastricht. Als voogden traden aanvankelijk de heren van Valkenburg op; vanaf 1381 de hertogen van Brabant.
De in 1815 uit de voormalige heerlijkheid ontstane gemeente Bemelen was tot 1982 een van de kleinste gemeenten van het land; behalve het dorp zelf waren de enige andere buurtschappen binnen de gemeente Gasthuis en Wolfshuis. Het naast het dorp Bemelen gelegen gehucht Sint Antoniusbank wordt meestal beschouwd als onderdeel van Bemelen, hoewel het voorheen tot de gemeente Cadier en Keer behoorde. In 1970 werden delen aan de westzijde van de gemeente geannexeerd door Maastricht. Van 1 januari 1982 tot en met 31 december 2010 maakte het dorp deel uit van de gemeente Margraten, waarna deze op zijn beurt fuseerde met de gemeente Eijsden tot Eijsden-Margraten.

## Natuur en landschap
Bemelen ligt op de helling van het Maasdal naar het Plateau van Margraten op een hoogte van ongeveer 90 meter. Ten noordoosten van het dorp begint het droogdal Koelbosgrub en ten zuidoosten het droogdal Sibbersloot. Ten noorden en oosten van Bemelen ligt een aaneengesloten reeks natuurgebieden, waaronder de Bemelerberg, het Bemelerbos op de Mettenberg en een deel van groeve 't Rooth.
Het dorp bestaat uit twee wegen en enkele doodlopende straten. De buurtschap Sint Antoniusbank is eraan vastgebouwd.

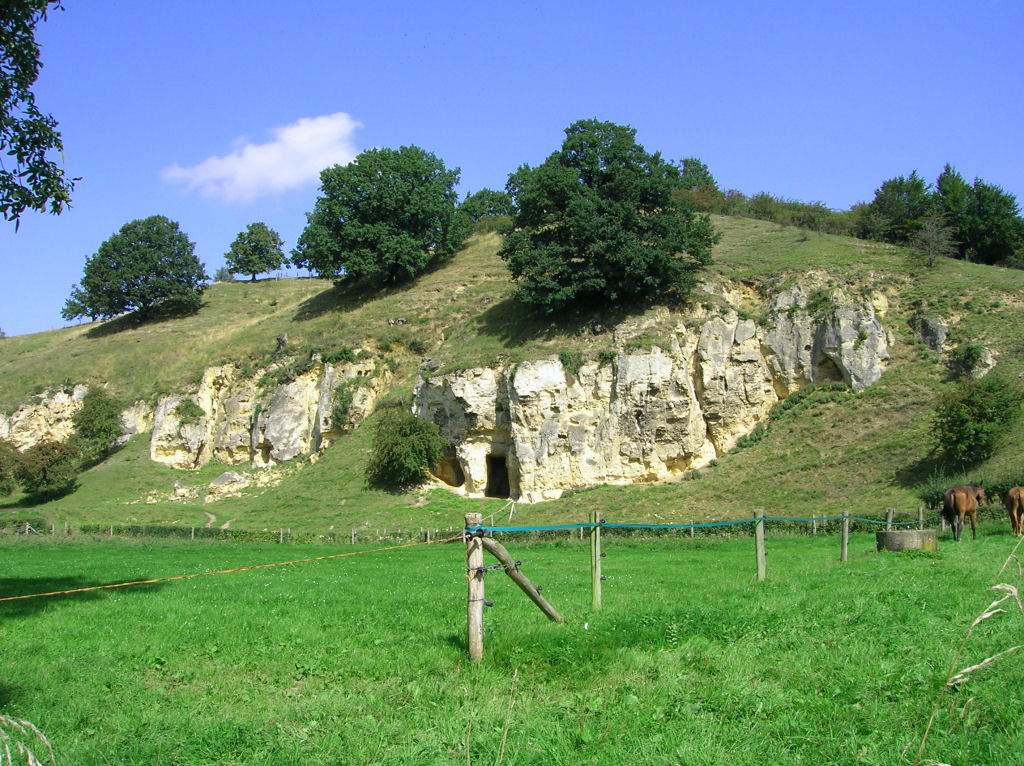
Strooberggroeve in de Bemelerberg

### Groeves
In de omgeving van Bemelen zijn er verschillende mergelgroeves uitgehouwen, waaronder:
- Strooberggroeve (onder de Bemelerberg)
- Winkelberggroeve
- Cluysberggroeve (groeve en kluizenarij)
- Koelebosgroeve
- Nevenkoelebosgroeve
- Gasthuisdelgroeve
- Groeve Onder de weg
- Bemelerbosgroeve I
- Bemelerbosgroeve II
- Bemelerbosgroeve III (groeve en rotswoning)
- Mettenberggroeve I
- Mettenberggroeve II
- Mettenberggroeve III
- Mettenberggroeve IV
- Mettenberggroeve V (+kalkoven)
- Pinweggroeve
- Roothergroeve
- Schoorberggroeve I
- Schoorberggroeve II
- Groeve 't Rooth (+kalkoven)

## Bezienswaardigheden
- Middenin het dorp staat de Sint-Laurentiuskerk die in het jaar 1845 is gebouwd, de mergelstenen toren stamt uit de 13e of de 14e eeuw.
- In de Cluysberggroeve in Bemelerberg bevond zich een grotwoning die tot 1804 diende als kluizenaarswoning.
- Een Mariagrot in hellingbos Bemelerbos waar pelgrims even bij kunnen komen.
- De zwingelput aan de Oude Akerstraat, een rijksmonument.
- In het gehucht Wolfshuis staat de Van Tienhovenmolen, de enige windmolen in Nederland die geheel uit mergel is opgetrokken.
- Tal van historische boerderijen, voornamelijk 18e-eeuws, aan de Sint Laurentiusstraat, Oude Akerstraat en Molenweg.
- Europahuis

Zie ook
- Lijst van rijksmonumenten in Bemelen
- Lijst van gemeentelijke monumenten in Bemelen

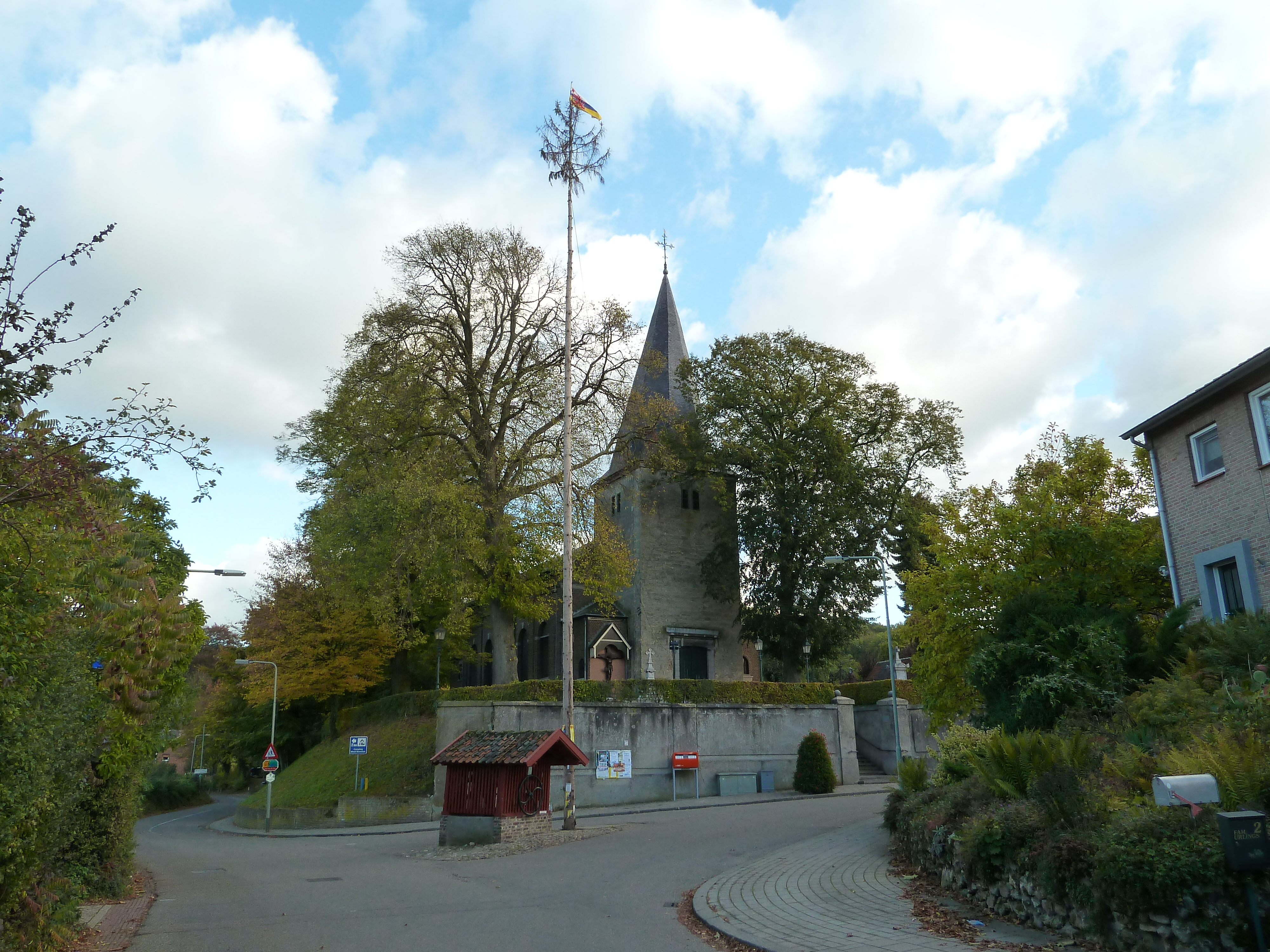
Kerk, mei-den en zwingelput
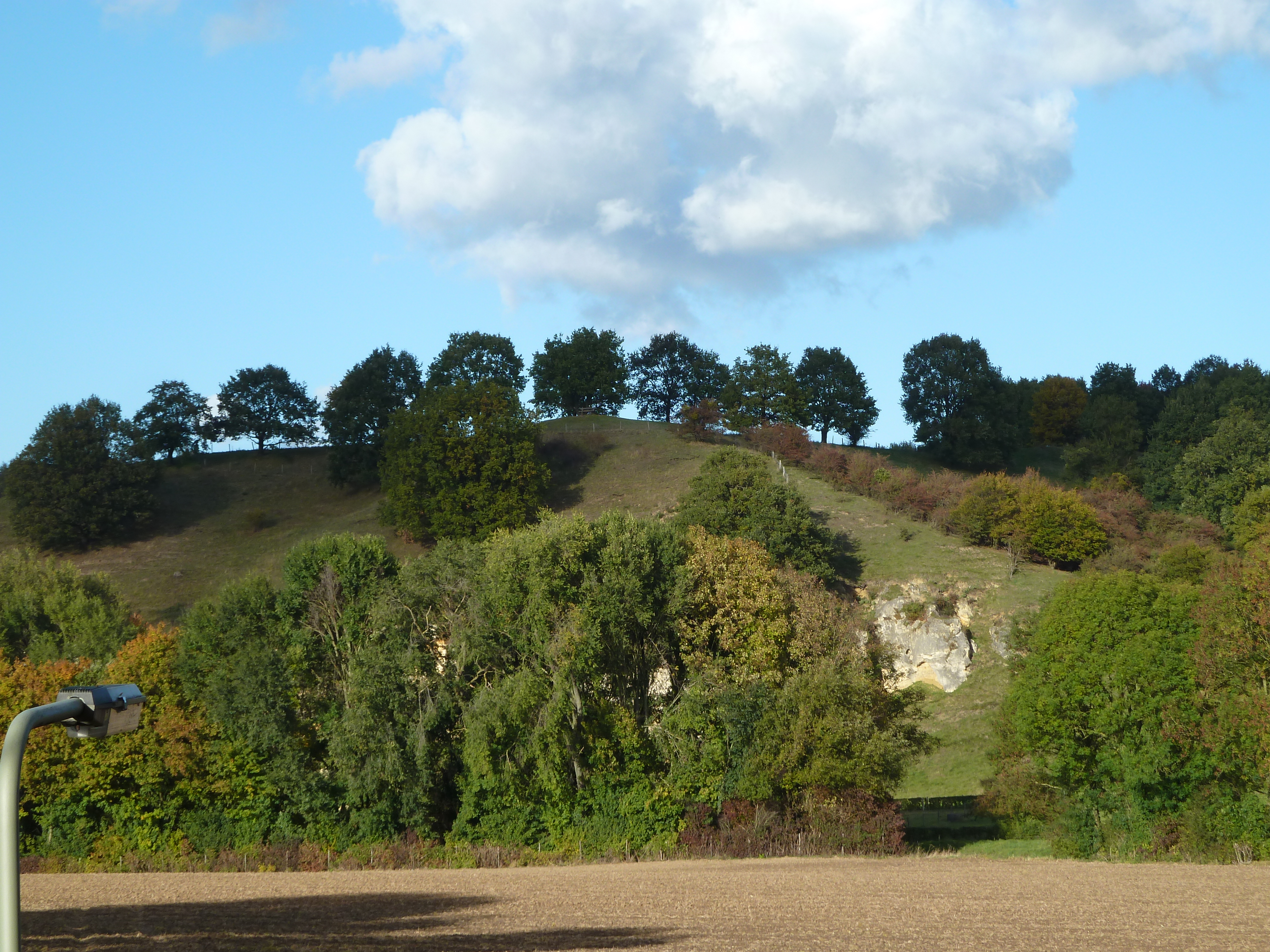
De Bemelerberg
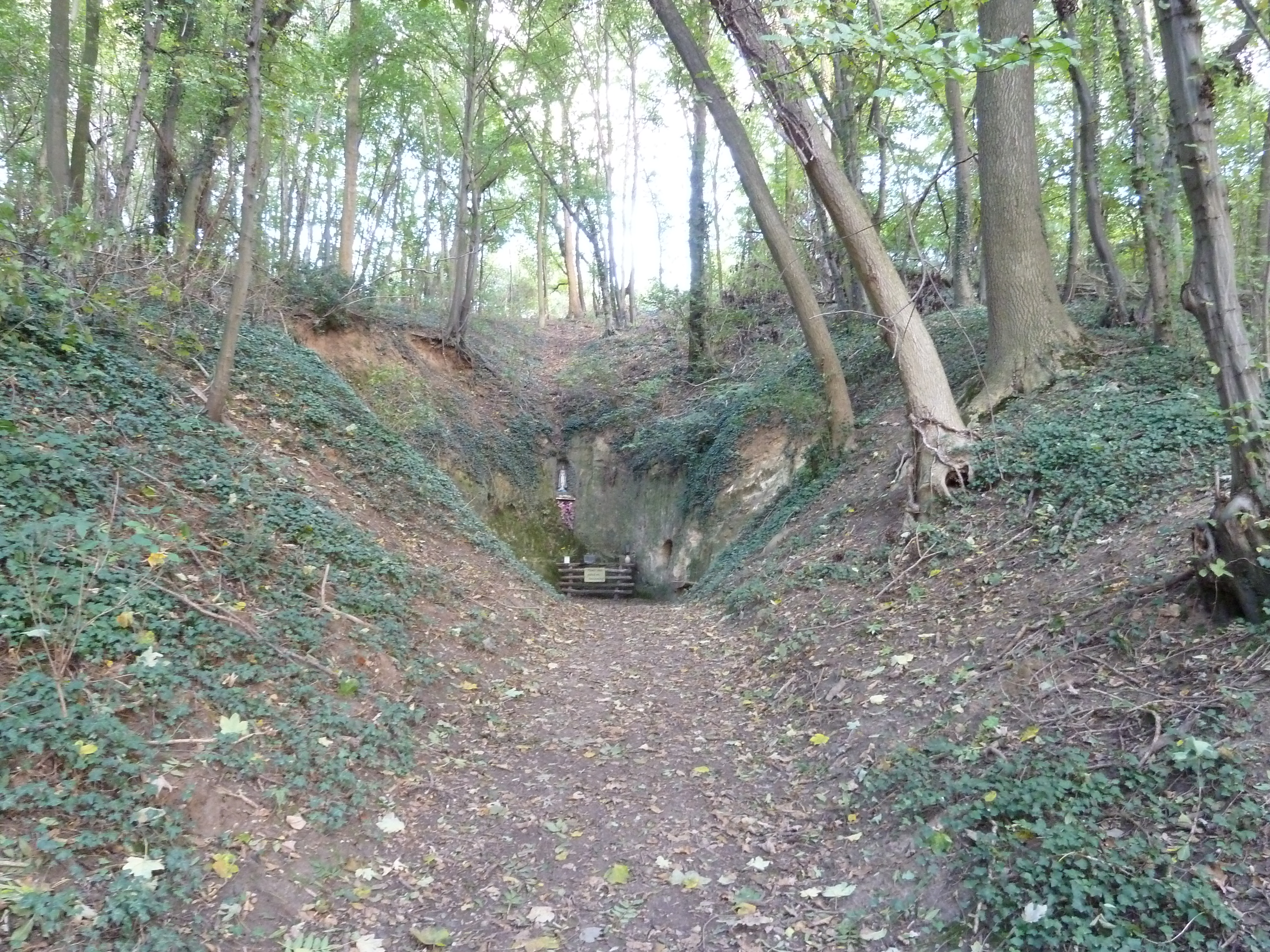
Mariagrot
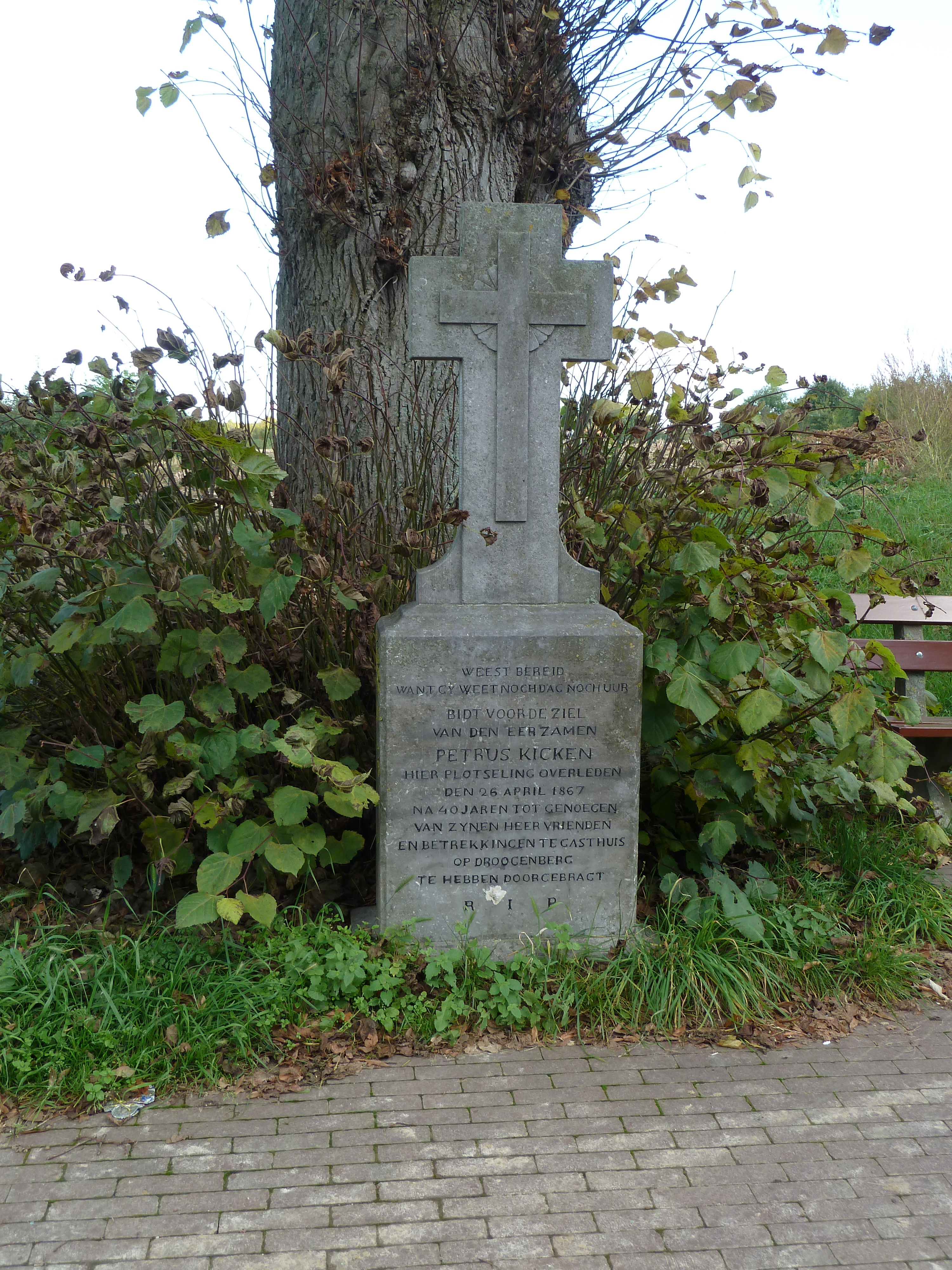
Wegkruis

## Sport
De weg richting Gasthuis, die dwars op de rand van het plateau loopt, stijgt over korte afstand zo'n 40 meter en telt daarom enkele haarspeldbochten. Hoewel het hellingspercentage niet hoger dan 6% is, is de beklimming naar het plateau van Margraten toch geliefd in de wielersport. De helling is meerdere malen opgenomen geweest in de Amstel Gold Race. In het verleden heeft ook het WK Wielrennen dit traject gepasseerd.

## Nabijgelegen kernen
Sibbe, Cadier en Keer, Maastricht (Scharn), Berg (Valkenburg aan de Geul), Berg (Eijsden-Margraten)